# Rosetta (Raumsonde)
Die Weltraummission Rosetta der ESA erforschte den Kometen Tschurjumow-Gerassimenko. Die gleichnamige Sonde startete am 2. März 2004, erreichte den Orbit des Kometen im August 2014 und verblieb in diesem mehr als zwei Jahre, währenddessen der Komet sein Perihel durchquerte. Sie setzte im November 2014 den Lander Philae aus, die erste Sonde, die auf einer Kometenoberfläche aufgesetzt hat. Am 30. September 2016 wurde Rosetta selbst gezielt auf dem Kometen zum Absturz gebracht, bevor die Energie der Sonde aufgrund des sich nun wieder von der Sonne entfernenden Kometen zur Neige ging. Auf dem Weg zum Kometen hatte Rosetta nach mehreren Swing-by-Manövern an Erde und Mars die Asteroiden (2867) Šteins und (21) Lutetia passiert und verbrachte anschließend auf dem sonnenfernsten Teil ihrer Bahn 957 Tage im „Winterschlaf“ (Deep Space Hibernation), aus dem sie am 20. Januar 2014 planmäßig „geweckt“ wurde. Ein wichtiges Ziel der Mission war die Erforschung der Frage, ob Kometen eine bedeutende Rolle für die Entstehung des Lebens auf der Erde gespielt haben könnten, insbesondere ob sie präbiotische Moleküle und Wasser zur Erde gebracht haben.

## Anfänge der Mission
Die Entwicklung des Projektes begann 1992. Ursprünglich war Rosettas Start für den 13. Januar 2003 geplant, als Ziel war der Komet 46P/Wirtanen vorgesehen. Eine Rakete des Ariane-5-Raketenprogramms explodierte, deswegen wurde der Start verschoben und auf der Suche nach einem aktiven, noch nicht ausgegasten Kometen 67P/Tschurjumow-Gerassimenko als neues Ziel ausgewählt.

## Namensgebung
Die Sonde wurde nach der ägyptischen Hafenstadt Rosette benannt, der Lander nach der Insel Philae im Nil. Beide Orte sind für dort gefundene „Meilensteine“ der Entzifferung der altägyptischen Schriften bekannt: den Stein von Rosette und den Obelisken von Philae. An Bord der Sonde befand sich eine Rosetta Disk.

## Kosten
Die Mission kostete etwa eine Milliarde Euro. Als wichtigste der 17 beteiligten Nationen trug Deutschland davon rund 290 Millionen Euro. Der Lander Philae kostete ungefähr 200 Millionen Euro.

## Technik und Instrumente

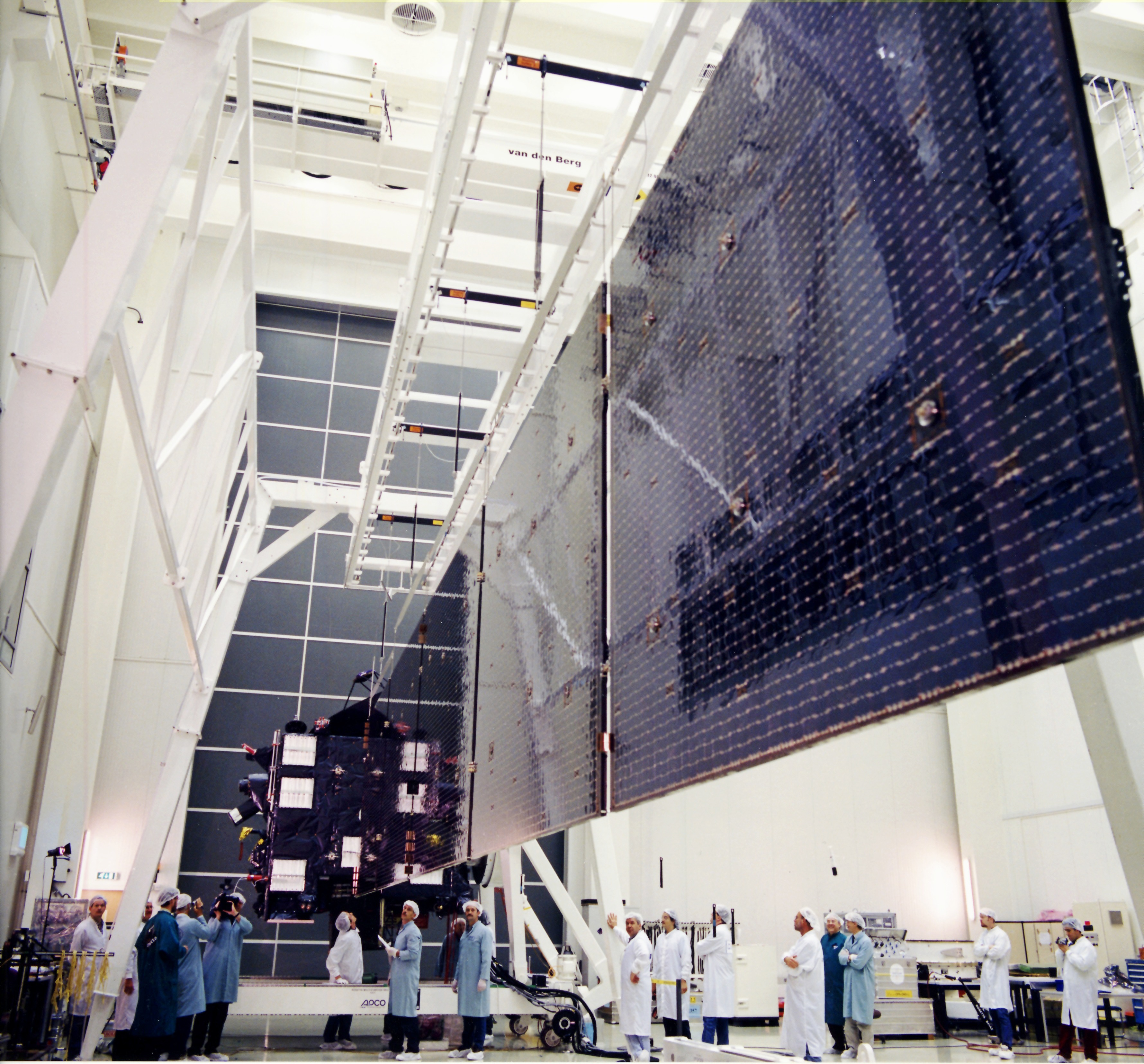
Ein Solarzellenausleger beim Ausklapptest 2002. Foto: ESA

Rosetta wurde von EADS Astrium in Friedrichshafen gebaut. Die Grundstruktur bestand aus einem Gehäuse aus einer Aluminiumlegierung mit 2,8 m × 2,1 m × 2,0 m Größe. Die Nutzlast mit den wissenschaftlichen Instrumenten (etwa 165 kg insgesamt) war auf der Oberseite und die Bus-Support-Module an der Basis angebracht.
An den Seiten waren eine bewegliche 2,2-Meter-Parabolantenne mit hohem Gewinn und eine unbewegliche 0,8-Meter-Mittelgewinn-Antenne, sowie zwei Rundstrahlantennen für die Kommunikation angebracht. Die minimale Datenrate lag im S-Band mit den Rundstrahlantennen bei 10 Bits pro Sekunde und im X-Band mit der Hochgewinnantenne zwischen 5 und 22 kbit/s.
Die zwei jeweils fünfteiligen Solarzellenausleger hatten gemeinsam enorme 32 Meter Spannweite und 64 Quadratmeter Fläche. Im Vergleich dazu hat der Airbus A220-100 eine Spannweite von 35 m. Die Paneele brachten 850 W Leistung in einer Entfernung von 3,4 AE und 395 W bei 5,25 AE. Eine Seite hatte die Abwurfvorrichtung für den etwa 100 kg schweren und 1 × 1 × 1 Meter messenden Lander angebracht. Das Antriebssystem bestand aus 24 Zweistoff-Triebwerken mit je 10 Newton Schub, für die etwa 1670 kg Treibstoff an Bord waren.
Die Lageerkennung erfolgte durch zwei redundante Star-Tracker. Hierbei erfasste eine Kamera einen Ausschnitt des Sternenhimmels, der vom Computer mithilfe einer Sternenkarte erkannt wurde. Aufgrund eventuell störender Partikel des Kometen waren die Tracker auf bis zu 1000 falsche Objekte im Bild ausgelegt.
An Bord von Rosetta befanden sich elf Instrumente:
- Das Ultraviolett-Spektrometer ALICE suchte nach verschiedenen Edelgasen, deren Verteilung etwas über die Umgebungstemperatur während der Entstehung vor 4,5 Milliarden Jahren aussagt. Eine weiterentwickelte Version von Alice befindet sich auch in der Sonde New Horizons. ALICE war neben MIRO und IES (Ion and Electron Sensor) eines von drei Instrumenten, die unter Leitung der NASA entwickelt wurden.[13]
- Das Bildgebungssystem OSIRIS (Optical, Spectroscopic and Infrared Remote Imaging System) mit zwei Kameras: Weitwinkel mit 12° × 12° und Tele mit 2,2° × 2,2° Sichtfeld, jede mit Spiegeloptik, Filterrad und 4-Megapixel-Sensor. Zum Orientieren sowie Fotografieren insbesondere der Partikelwolke und der Oberfläche des Kometen hinunter bis zu 2 cm Auflösung bei größter Annäherung auf 1 km Abstand, in sichtbaren und nahen infraroten Spektralbereichen. Auch zur Suche eines Landeplatzes für den Lander.[14]
- VIRTIS (Visible and Infrared Thermal Imaging Spectrometer) sollte mittel bis gering aufgelöste Bilder vom Kometenkern erstellen, aus denen sich auf die räumliche Verteilung von gefundenen Elementen schließen lässt.
- Das Instrument MIRO (Microwave Spectrometer for the Rosetta Orbiter) sollte für die Moleküle CO, CH3OH, NH3, H216O, H217O und H218O die Ausgasungsrate aus dem Kometenkern und die Verteilungsfunktionen für Fluggeschwindigkeit und angeregte Zustände messen. Nach diesen Molekülen wurde auch in der Nähe der Asteroiden Ausschau gehalten. Diese hochauflösende Molekülspektroskopie geschieht an zahlreichen im 0,5-mm-Band fest eingestellten Frequenzen. Zusätzlich gibt es dort und im 1,9-mm-Band breitbandige Kanäle zur Messung von Temperatur und Temperaturgradient an der Oberfläche der besuchten Himmelskörper.[15]
- ROSINA (Rosetta Orbiter Spectrometer for Ion and Neutral Analysis) bestand aus einem DFMS (Double Focusing Mass Spectrometer) und einem Flugzeit-Massenspektrometer RTOF, die Ionen und Neutralgasteilchen nachweisen konnten. Dadurch lassen sich zum Beispiel die Zusammensetzung der kaum vorhandenen Kometenatmosphäre und Wechselwirkungen der Teilchen bestimmen. Projektmanagerin von ROSINA war die Schweizer Astrophysikerin Kathrin Altwegg.[16][17]

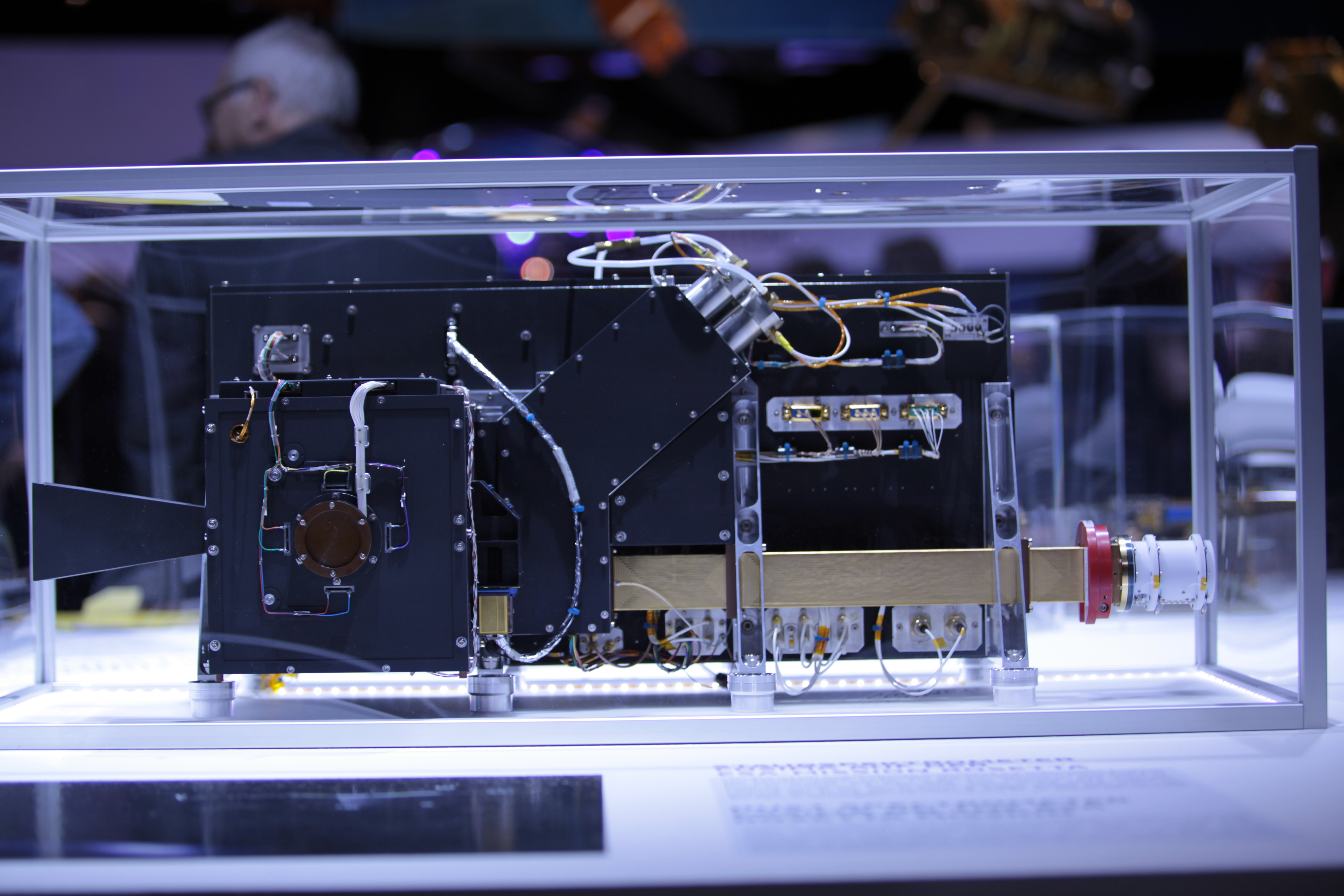
Das Staubspektrometer COSIMA. Foto: DLR German Aerospace Center

- Für die Untersuchung des Kometenstaubs sollte COSIMA (Cometary Secondary Ion Mass Spectrometer) – ebenfalls mit einem Massenspektrometer – die Häufigkeiten von Elementen, Isotopen und Molekülen bestimmen.
- Das hochauflösende Rastersondenmikroskop MIDAS (Micro-Imaging Dust Analysis System) konnte die Feinstruktur einzelner Staubteilchen abbilden.
- Das RPC (Rosetta Plasma Consortium) beinhaltete Ionen- und Elektronendetektoren sowie ein Magnetometer. Sie konnten physikalische Eigenschaften des Kerns und der Koma sowie die Wechselwirkungen zwischen Koma und Sonnenwind messen.
- Das CONSERT-Experiment (Comet Nucleus Sounding Experiment by Radio wave Transmission) erkundete die Struktur des Kometenkerns.
- GIADA (Grain Impact Analyser and Dust Accumulator) untersuchte die Koma und bestimmte die Anzahl, Größe und Geschwindigkeit der darin befindlichen Staubkörner.
- Durch Nutzung des Kommunikationssystems bestimmte RSI (Radio Science Investigation) das Gravitationsfeld des Kometenkerns und daraus seine Masse und Massenverteilung.

Weitere zehn Instrumente befanden sich an Bord des Landers, deren Daten über Rosetta als Relaisstation zur Erde gelangen sollten. Die wissenschaftlichen Daten wurden auf einem Solid-State-Speicher mit 25 GBit (Mindestkapazität am Ende der Mission) gespeichert.

## Start und Flugverlauf

Bahnen von Rosetta (schwarz), Erde (grün), Mars (rot), Jupiter (braun) und 67P/Tschurjumow-Gerassimenko (blau)
1 – März 2004: Start der Raumsonde
2 – März 2005: erstes Swing-By-Manöver an der Erde
3 – Februar 2007: Swing-By-Manöver am Mars
4 – November 2007: zweites Swing-By-Manöver an der Erde
5 – September 2008: Vorbeiflug am Asteroiden Šteins
6 – November 2009: drittes Swing-By-Manöver an der Erde
7 – Juli 2010: Vorbeiflug am Asteroiden Lutetia
8 – Juli 2011: Versetzen der Raumsonde in den Schlafmodus
9 – Januar 2014: Erwachen der Raumsonde
10 – August 2014: Einschwenken in den Kometenorbit
11 – November 2014: Landung der Rosetta-Landeeinheit Philae auf dem Kometen
12 – Dezember 2015: vorläufig geplantes Ende der Mission, tatsächliches Ende: September 2016

Am 26. Februar 2004 wurde der Start vom Weltraumzentrum Kourou in Französisch-Guayana kurzfristig wegen heftiger Höhenwinde und am nächsten Tag wegen eines Defekts am Hitzeschutz erneut verschoben. Am 2. März 2004 um 08:17 Uhr MEZ hob die Trägerrakete Ariane 5 G+ mit der drei Tonnen schweren Sonde an Bord als Flug 158 schließlich von der Erde ab.
Keine existierende Trägerrakete vermag eine so schwere Nutzlast direkt auf die Bahn eines Kometen zu bringen. Dazu liegen Erde und Kometen im Gravitationspotential der Sonne zu weit auseinander. Vielmehr brachte die Ariane-Oberstufe Rosetta lediglich auf eine erdnahe Bahn um die Sonne, also im Wesentlichen aus dem Gravitationspotential der Erde heraus. Dies ist im nebenstehenden Diagramm mit „1“ markiert. Nach wenigen Tagen stand fest, dass die gewünschte Bahn genau genug getroffen wurde, sodass Rosettas Treibstoffvorrat für alle Missionsziele reichen würde, insbesondere für die Bahnkorrekturen der beiden geplanten nahen Vorbeiflüge an den Asteroiden. Rosettas Bahn kann auf einer interaktiven ESA-Website aus verschiedenen Richtungen betrachtet werden.

### Swing-By-Manöver
Ein Jahr nach dem Start, am 4. März 2005, flog Rosetta ein erstes Swing-By-Manöver, bei dem die Sonde sich der Erdoberfläche bis auf 1900 km näherte. Die Sonde war vor dieser Begegnung „2“ leicht außerhalb der Erdbahn geflogen und von der Erde mitgeschleppt und beschleunigt worden. Danach entfernte sie sich vergleichsweise rasch nach außen und verlor so weniger Energie, als sie vorher von der Erde erhalten hatte. Ihre Bahn kreuzte nun bei „3“ die des Planeten Mars, den sie dort nach einem weiteren Umlauf und Kurskorrekturen am 29. September (Δv = 32 m/s) und 13. November 2006 (0,1 m/s) zu einem sehr engen Swing-By traf. Diese Begegnung am 25. Februar 2007 mit einem Minimalabstand von nur 250 km verlangsamte Rosetta um 2,19 km/s, was die darauf folgende Wechselwirkung mit der Erde umso ergiebiger machte. Diese Wechselwirkung bei „4/6“ bestand aus zwei Begegnungen jeweils am 13. November der Jahre 2007 und 2009, mit Abständen von 5295 bzw. 2481 km. Der Energiegewinn drückte sich in einer Zunahme der großen Halbachse der Bahn auf knapp 1,6 bzw. 3,1 AE aus. 3,5 AE ist der Wert für den Kometen 67P/Tschurjumow-Gerassimenko, dem sich Rosetta anschließend näherte.

### Beobachtung von Deep Impact
Rosetta beobachtete den Einschlag des Impaktors der Sonde Deep Impact am Kometen 9P/Tempel 1 am 4. Juli 2005 aus etwa 80 Millionen Kilometern Entfernung quer zur Beleuchtung durch die Sonne. Rosettas UV-Spektrometer ALICE war das geeignetste Instrument für die Beobachtung.

### Vorbeiflug am Asteroiden (2867) Šteins

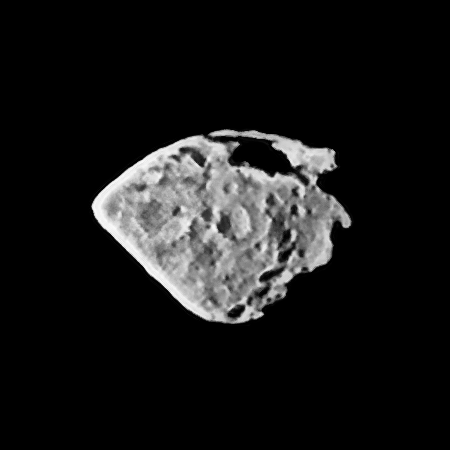
(2867) Šteins

Am 5. September 2008 passierte Rosetta bei „5“, also am inneren Rand des Asteroidenhauptgürtels, den 4,6 Kilometer großen (2867) Šteins mit einer Relativgeschwindigkeit von 8,6 km/s. Mit einem für die ESA neuen optischen Navigationsverfahren gelang der Vorbeiflug im geplanten Abstand von 800 km. Zur Berechnung von Korrekturmanövern machten die beiden Navigationskameras (NAVCAM) und die wissenschaftliche Kamera OSIRIS wiederholt Bilder vom Asteroiden vor dem Sternenhintergrund. Während des Vorbeiflugs wurden Daten mit der Kamera OSIRIS und mit dem Spektrometer VIRTIS gesammelt. Dabei wurde die Sonde gedreht, sodass die Kommunikationsantenne nicht zur Erde zeigte. Nach 90 Minuten Funkstille bestätigten die ersten Telemetriedaten den Erfolg des Manövers. Die daraufhin veröffentlichten Bilder zeigen einen brillantförmigen Körper mit einer großen Zahl von Impaktkratern. Für Ergebnisse siehe (2867) Šteins.

### Beobachtung von P/2010 A2 und (21) Lutetia

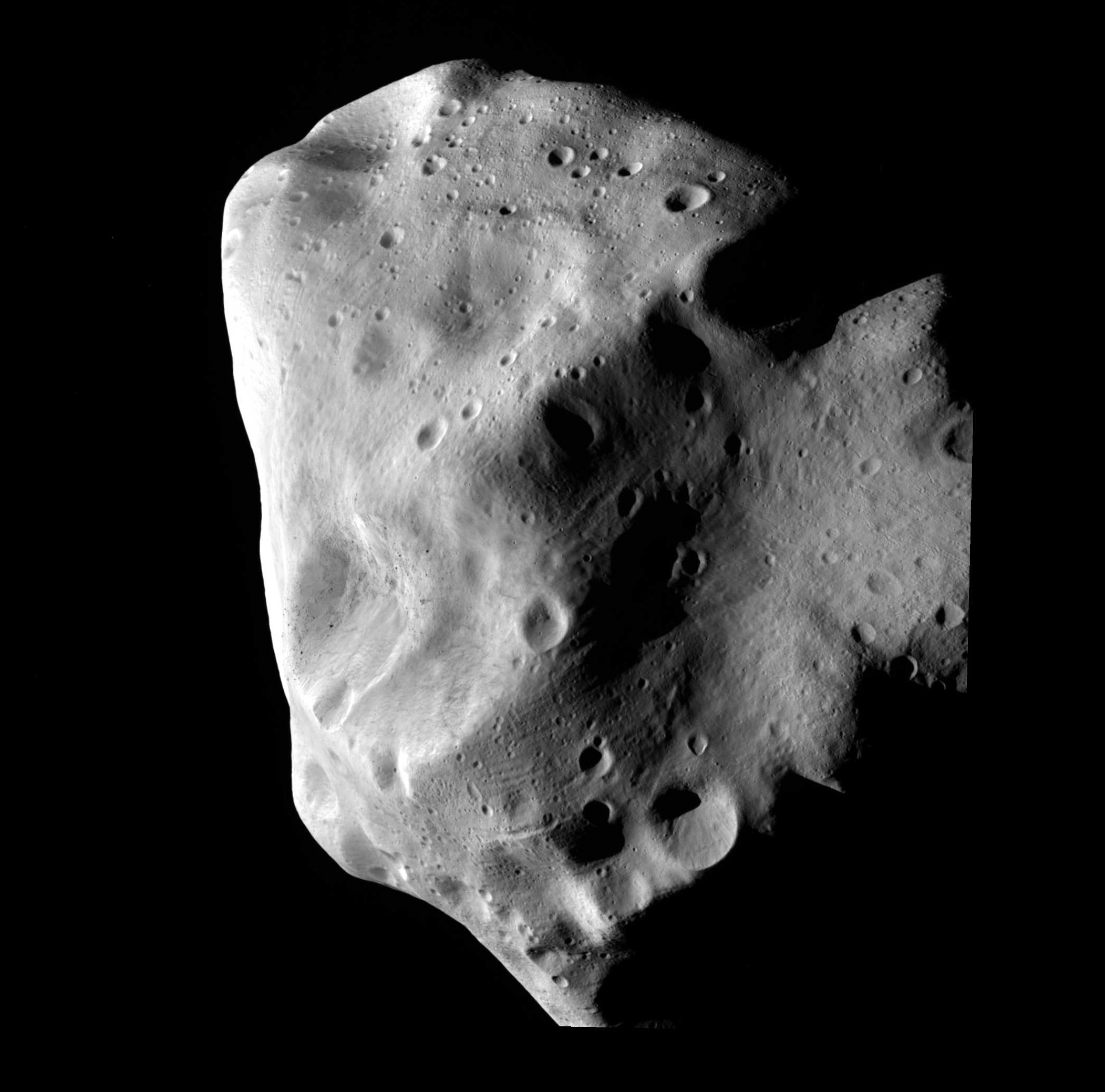
(21) Lutetia

Am 16. März 2010 wurde die Staubwolke von Asteroid P/2010 A2 beobachtet. Zusammen mit den Ergebnissen des Hubble-Teleskops kam man zu dem Schluss, dass es sich nicht um einen Kometen handelt, sondern dass die Staubwolke das Ergebnis einer Kollision zwischen zwei Asteroiden war.
Rosetta passierte am 10. Juli 2010 bei „7“ den rund 100 km großen Asteroiden (21) Lutetia in 3162 km Abstand und mit einer Relativgeschwindigkeit von 15 km/s.
Die Forschungsergebnisse zeigten den Asteroiden Lutetia geprägt von riesigen Kratern, Graten und Erdrutschen sowie mehrere hundert Meter großen Felsen. Der Vorbeiflug diente außerdem zum Test der wissenschaftlichen Instrumente Rosettas sowie einem der zehn Experimente des Landers Philae in großer Kälte, 407 Millionen km von der Sonne und 455 Millionen km von der Erde entfernt.

### Winterschlaf

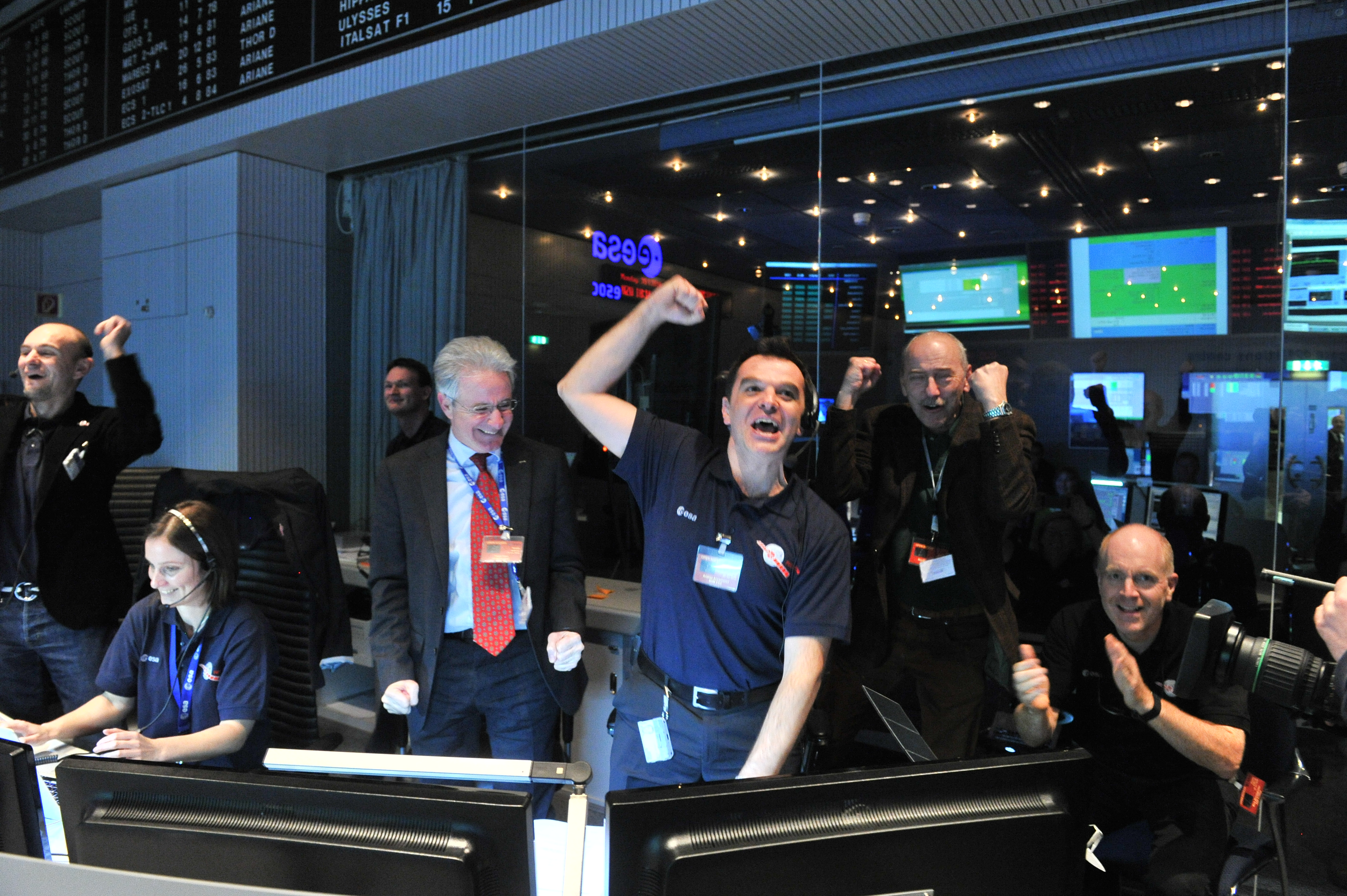
Rosetta-Team im europäischen Raumfahrt-Kontrollzentrum ESOC in Darmstadt, Rosetta-Sonde aus „Winterschlaf“ erwacht (20. Januar 2014)

Rosettas Energieversorgung durch Solarzellen war ein Novum für Missionen jenseits der Marsumlaufbahn. Die Strahlungsintensität nimmt quadratisch mit der Distanz von der Sonne ab. Im gleichen Maß sinkt auch die gewinnbare elektrische Leistung. Die sehr groß dimensionierten Solarmodule erlaubten im März 2011 gerade noch einen ersten Blick auf das eigentliche Ziel der Mission, den Kometen 67P/Tschurjumow-Gerassimenko, aus über 1 AE Abstand. Die weitere Annäherung geschah aber in einem weiten Bogen, der mit maximal 790 Mio. km Sonnenabstand fast bis zur Jupiterbahn reichte. Für die 31 Monate jenseits von etwa 660 Millionen km Sonnenentfernung (von „8“ bis „9“ in obigem Diagramm), wurde daher die Sonde in einen Schlafmodus versetzt (Deep Space Hibernation), in dem die geringe verfügbare Leistung nur der „Lebenserhaltung“ diente (Bordcomputer und einige Heizelemente für die wissenschaftliche Nutzlast). Zur Stabilisierung während dieser Phase wurde Rosetta in eine Rotation mit einer Umlaufzeit von 90 Sekunden versetzt. Am 20. Januar 2014 erwachte Rosetta planmäßig aus diesem Ruhezustand. In den folgenden Monaten wurden alle Instrumente der Sonde getestet und mit Software-Upgrades ausgestattet. Der Lander erwachte am 28. März 2014.

## 67P/Tschurjumow-Gerassimenko

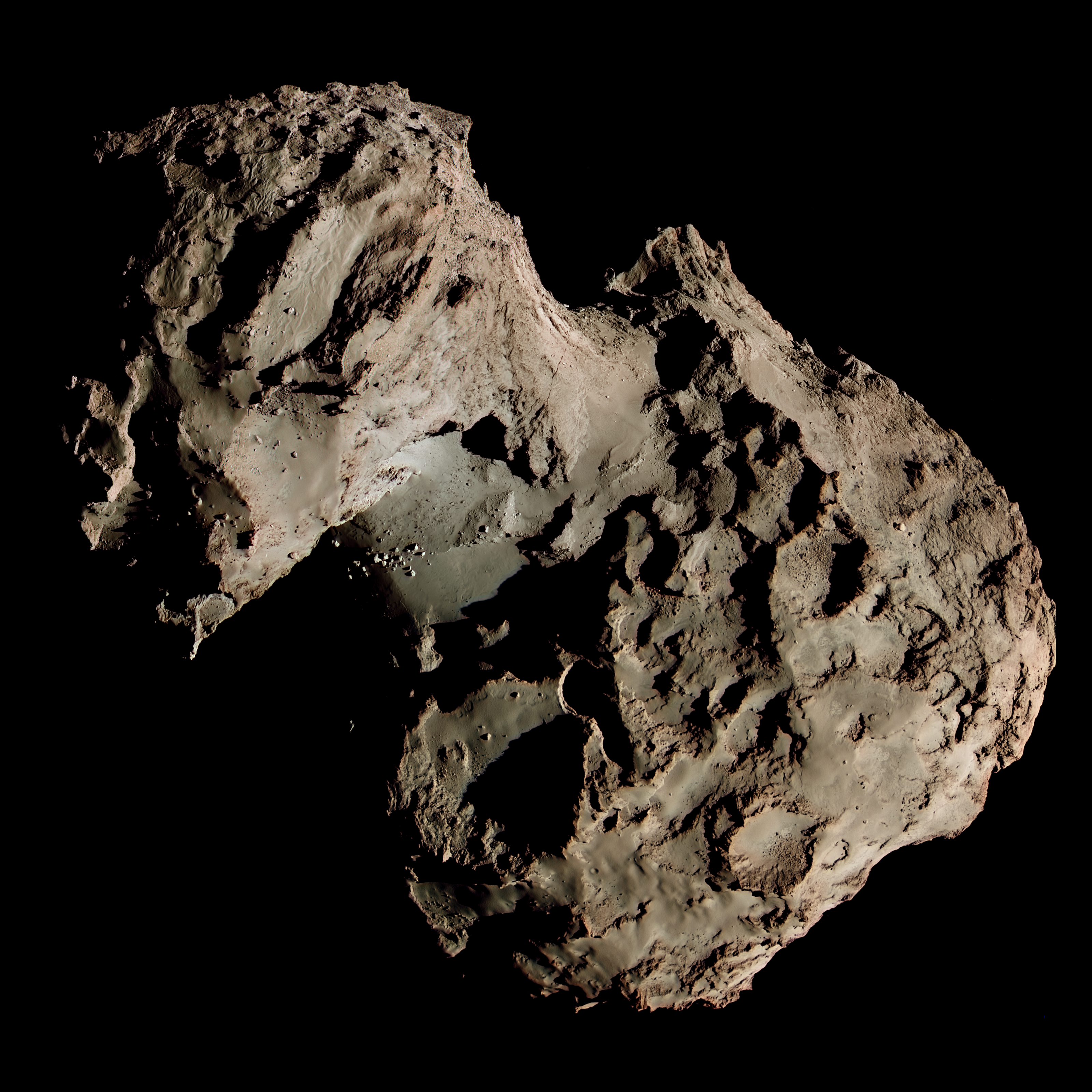
67P/Tschurjumow-Gerassimenko

Der Komet entwickelte überraschend früh im April 2014 Aktivität, eine kleine Koma aus Gas und Staub. Anfang Juni wurde mit dem Mikrowellenspektrometer MIRO die Emission von Wasser auf 300 Gramm pro Sekunde geschätzt. Mit der Kamera OSIRIS konnte der Komet am 11. Juli als sehr unregelmäßige Form wahrgenommen werden, was zu einer Annahme von zwei unterschiedlich großen, sich berührenden Körpern führte. Die beiden Teile des Kometen messen 2,5 × 2,5 × 2,0 und 4,1 × 3,2 × 1,3 Kilometer. Bei einem Volumen von 25 Kubikkilometern und einer Masse von 10 Milliarden Tonnen hat der Komet so eine Dichte von 0,4 Gramm pro Kubikzentimeter. Für eine vollständige Rotation um die eigene Achse werden 12,4 Stunden benötigt.

### Annäherung an den Kometen
Im Mai 2014 verringerte sich die Entfernung zum Kometen von etwa zwei Millionen Kilometer auf eine halbe Million Kilometer. Durch drei Big Burns, am 21. Mai, 4. Juni und 18. Juni, wurde mit insgesamt fast 17 Stunden Brenndauer der Triebwerke die Relativgeschwindigkeit der Sonde zum Kometen um fast 650 m/s gesenkt. Der restliche Bremsbedarf von gut 100 m/s wurde auf sechs weitere Bremsmanöver mit systematisch abnehmender Brenndauer verteilt, die bis zum 6. August 2014 stattfanden. Dabei überholte die Sonde den Kometen und stoppte etwa 100 km vor ihm.
In diesem Abstand und bei einer Differenzgeschwindigkeit von unter 1 m/s hat dessen Gravitation bereits einen messbaren Einfluss. Zunächst erkundete die Sonde sechs Wochen lang auf einem dreiecksförmigen Kurs das gravitative Fernfeld des Kometen, um seine genaue Masse und Schwerpunktlage zu bestimmen: Antriebslose Messphasen auf etwa 100 km langen, hyperbolischen Bahnen wurden alle drei bis vier Tage von kurzen Wendemanövern um etwa 300° unterbrochen.
Mitte September erfolgte der Übergang in einen elliptischen Orbit in knapp 30 km Abstand. Während der Orbit bis zum 10. Oktober 2014 schrittweise auf 10 km Höhe abgesenkt wurde, erfolgte die genaue Kartografierung der Oberfläche, auch um einen Landeplatz für Philae zu finden. Hierbei wurde eine Auflösung von zwei bis drei Metern erreicht.

### Abwurf des Landers auf den Kometen
Ende August 2014 wurden fünf Stellen in die engere Wahl als mögliche Landeplätze auf 67P/Tschurjumow-Gerassimenko genommen und veröffentlicht, aus denen am 15. September der primäre und sekundäre vorgesehene Landeort ausgewählt wurden. Keiner der fünf Kandidaten konnte zu 100 Prozent alle Kriterien an einen optimalen Landeplatz erfüllen. Der vorgesehene primäre Landeplatz war ein sonniger Ort auf dem kleineren Kometenkopf in einer abwechslungsreichen, aber nicht zu sehr zerklüfteten Landschaft und kaum steilen Hängen mit durchschnittlich sieben Sonnenstunden pro Kometentag, die dafür sorgen sollten, dass sich die Akkumulatoren des Landers immer wieder aufladen. Der Landeplatz wurde auf den Namen Agilkia getauft, in Anlehnung an die Nilinsel, auf der die Tempelanlagen von Philae wiederaufgebaut wurden.
Der Lander Philae verfügt selbst über keinen Antrieb. Zum Abwurf schwenkte Rosetta in einen pre-delivery orbit ein und führte dann ein Abwurfmanöver aus. Mit einem pre-separation manoeuvre nahm die Sonde kurzzeitig Kollisionskurs auf den Kometen, um sich selbst nach der Abtrennung des Landers mit einem zweiten Manöver wieder auf einen sicheren Kurs zu bringen. Von dort schwenkte Rosetta über drei weitere relay manoeuvres bis zum 19. November 2014 in eine neue Umlaufbahn von 30 km Abstand zum Kometen. Das Abtrennen des Landers geschah am 12. November 2014 um 08:35 Uhr UTC in einer Entfernung von 22,5 km zum Kometenkern. Nach der Abtrennung näherte sich der Lander dem Kometen, beschleunigte binnen sieben Stunden auf etwa 1 m/s und berührte um 15:34:06 Uhr UTC, erstmals die Oberfläche.
Die Gravitationsbeschleunigung auf der Oberfläche des Kometen beträgt grob etwa 1/100.000 der Erdbeschleunigung, wegen seiner unregelmäßigen Form jedoch mit sehr starker örtlicher Variation, sowohl in der Größe als auch in ihrer Richtung. Philae hat eine Masse von 100 kg mit entsprechend großer Trägheit, auf den Lander wirkt aber nur eine Gewichtskraft von 0,001 Newton, entsprechend der Kraft, mit der eine Masse von 1 Gramm auf der Erde nach unten gezogen wird.
Der Lander setzte zweimal auf, bevor er beim dritten Bodenkontakt außerhalb der Zielregion J zum Stillstand kam (Bodenkontakte 15:34, 17:25 und 17:32 Uhr UTC). Die Anpress-Rückstoßgasdüse hatte nicht funktioniert, Harpunen und Eisschrauben wurden entgegen der ersten Meldung nicht aktiv, weshalb der Lander beim ersten Kontakt – an der angepeilten Stelle – gedämpft einfederte, doch wieder hochsprang. Nach dem zweiten Sprung kam er auf zwei Beinen stehend, also wohl angelehnt zum Stillstand. In dieser Position ist er kürzer als geplant sonnenbeschienen, nur 1,5 Stunden pro 13 Stunden Kometentag. Am 15. November 2014, nach 2 Tagen und etwa 8 Stunden, schaltete der Lander mangels Energieversorgung in eine Art Winterschlaf.

Alle Bilder sind künstlerische Darstellungen
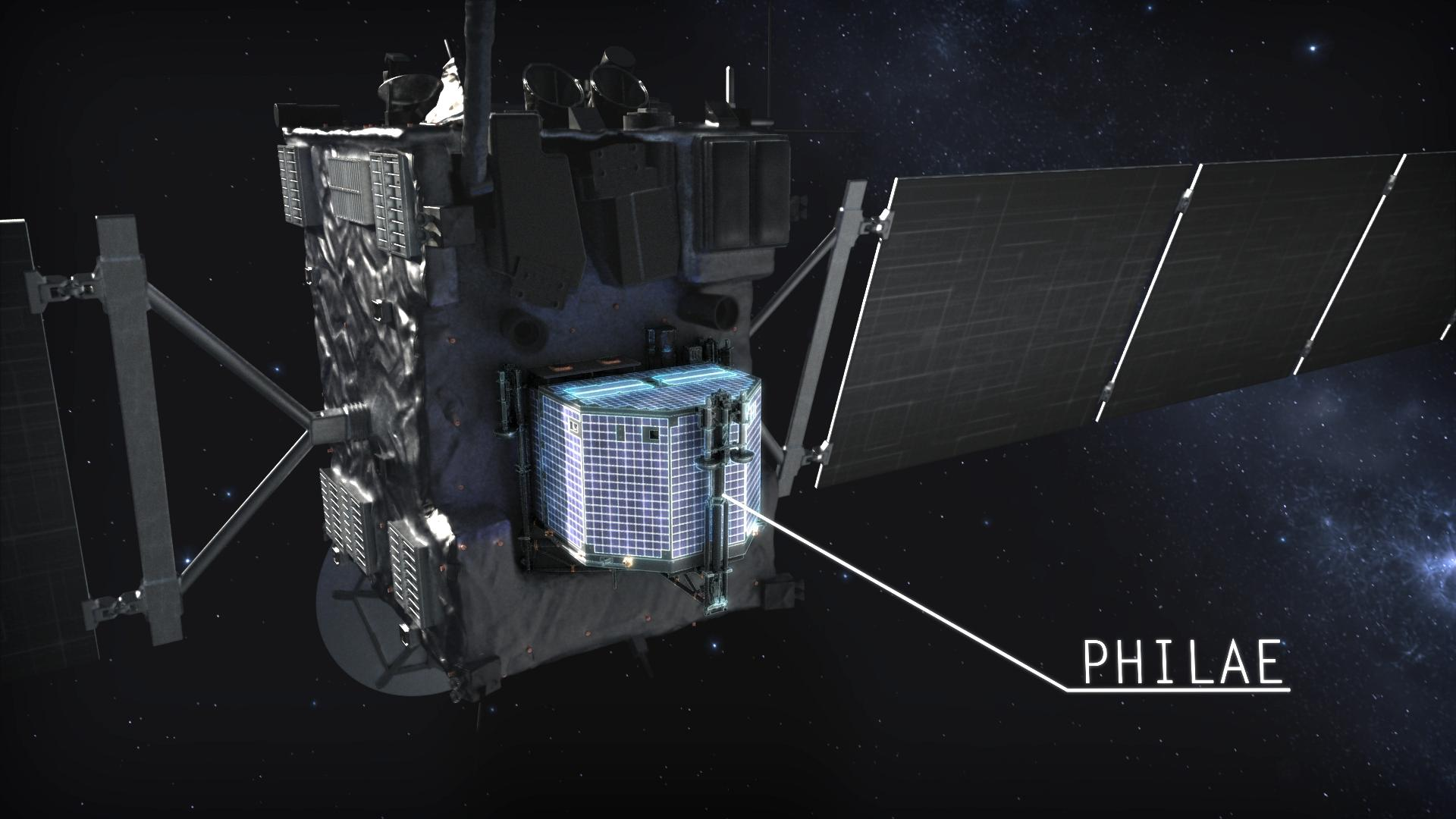
Rosetta und Philae
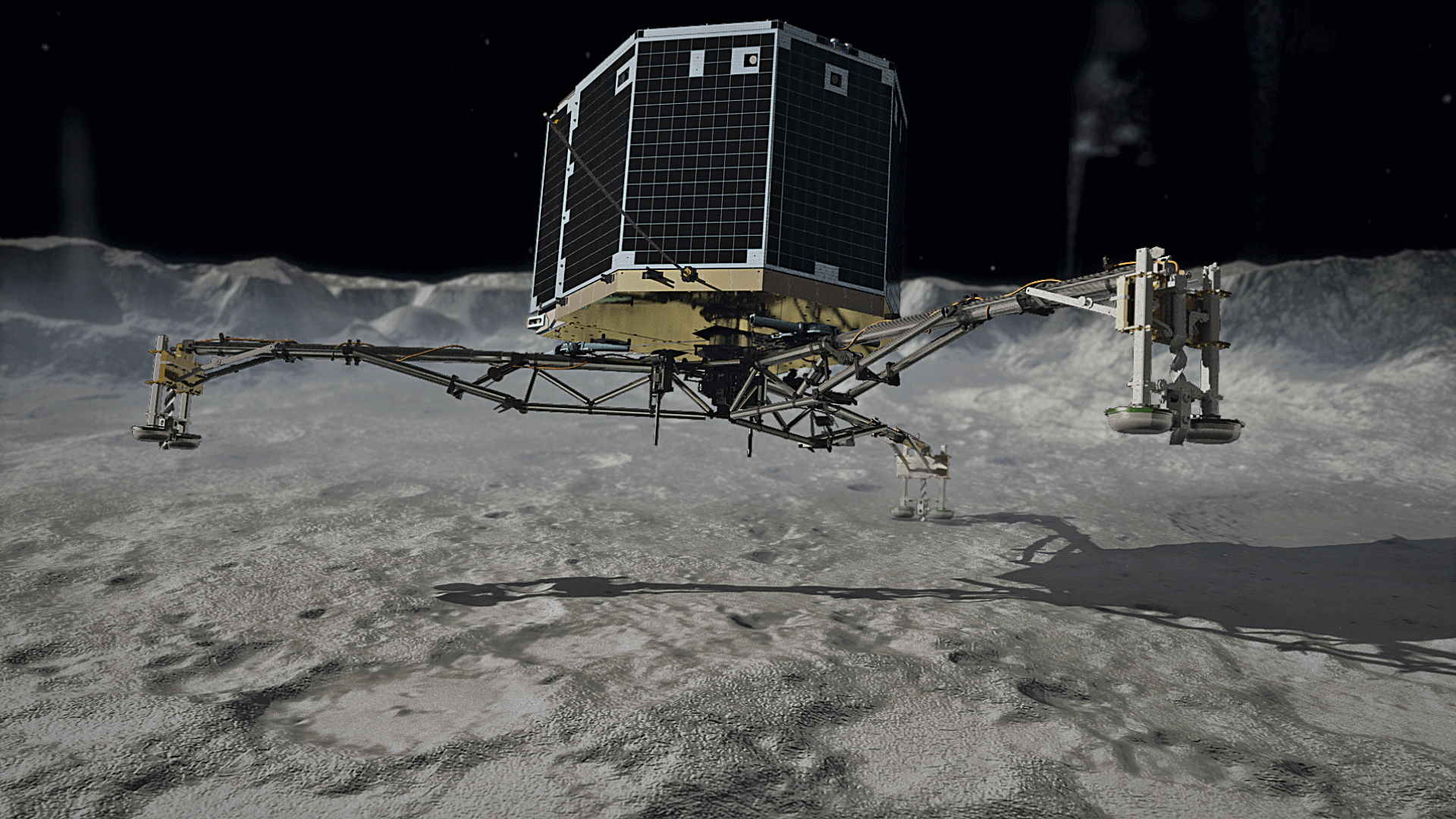
Landung von Philae auf Tschurjumow-Gerassimenko
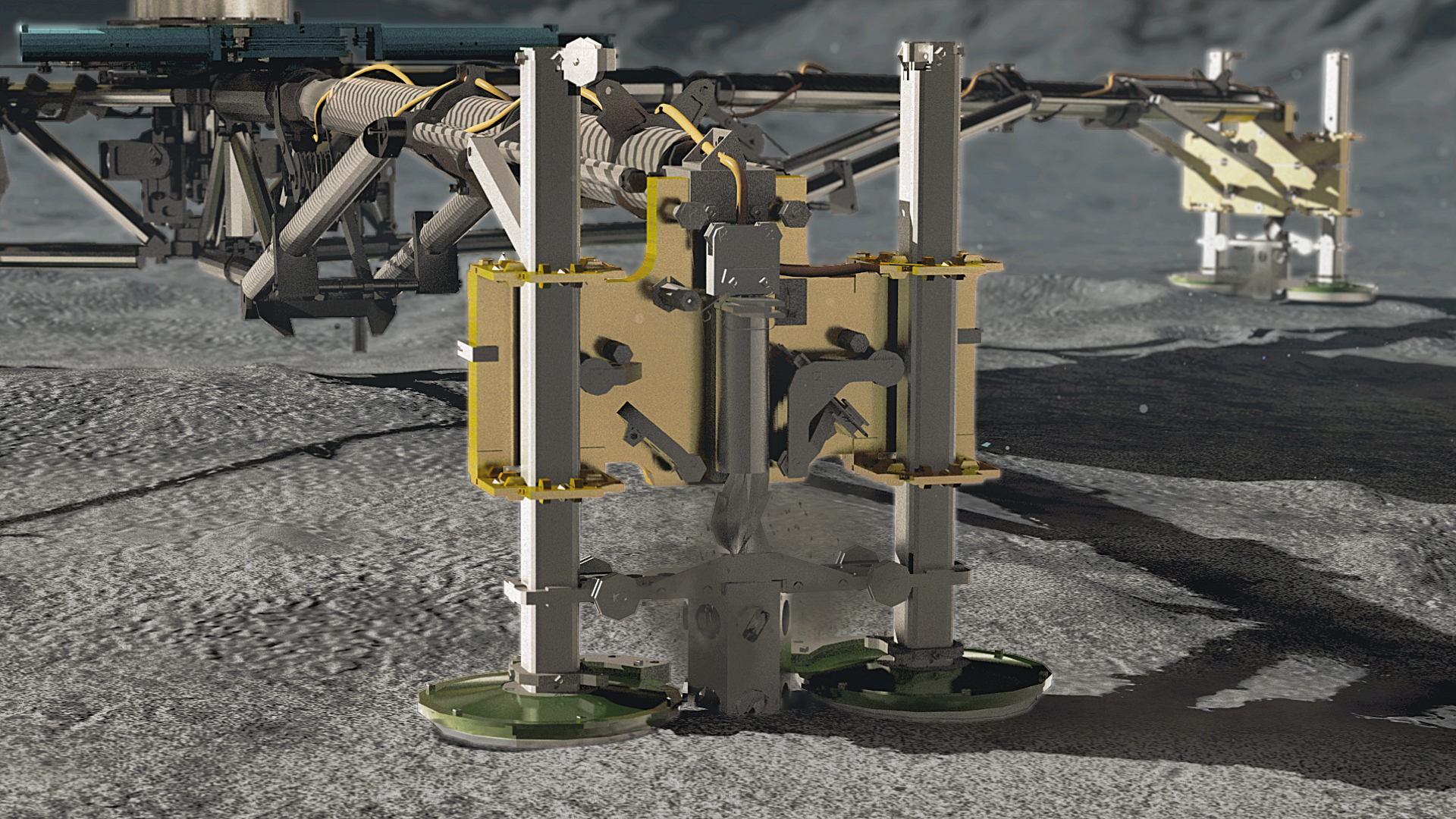
Philaes Eisschrauben
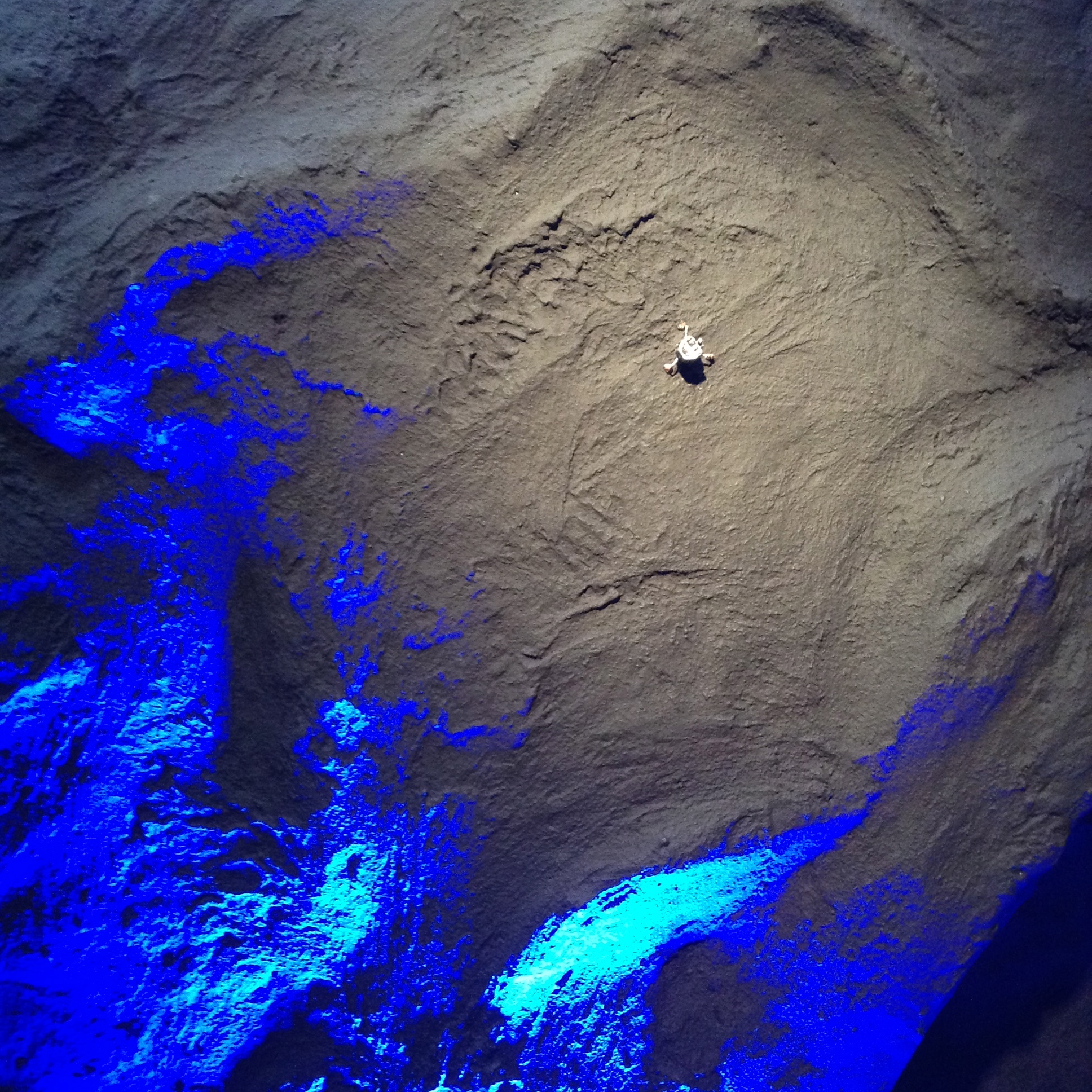
Dargestellte Landung der Philae auf einem Modell der Uni Göttingen

### Annäherung des Kometen an die Sonne
Vom 3. bis zum 6. Dezember 2014 wurde Rosettas Umlaufbahn von 30 km auf 20 km Abstand zum Kometen abgesenkt. Tschurjumow-Gerassimenko hat gemeinsam mit Rosetta im August 2015 im Abstand von 1,2432 AE (193 Millionen Kilometern) den sonnennächsten Punkt seiner Umlaufbahn erreicht. Am 4. Februar 2015 wurde der Orbit Rosettas so verändert, dass die Sonde am 14. Februar die Kometenoberfläche in nur 6 km Abstand überfliegen konnte, danach musste die Umlaufbahn aufgrund der zunehmenden Aktivität des Kometen wieder angehoben werden.
Die ansteigende Sonneneinstrahlung während der Annäherung gab Philae nach fast 7 Monaten ohne Signal wieder genügend Energie, um am 13. Juni 2015 Daten zu Rosetta zu senden. Allerdings kam keine zuverlässige längerfristige Kommunikation zustande. Ab August 2015 entfernte sich der Komet wieder von der Sonne, wurde aber weiterhin von Rosetta vermessen. Die abnehmende Aktivität ermöglichte es der Sonde, die Umlaufbahn wieder abzusenken.

### Schlussphase
Am 2. September 2016 nahm Rosettas OSIRIS-Kamera ein Bild auf, auf dem der bis dahin verschollene Lander Philae zu sehen ist. Das Bild, auf dem Philaes Position und Orientierung erkennbar sind, wurde aus 2,7 km Entfernung gewonnen und hat eine Auflösung von etwa 5 Zentimetern pro Pixel.
Zum Ende der Mission ließ man Rosetta am 30. September 2016 gezielt auf den Kometen fallen. Fünf Sekunden vor dem Aufprall wurde die letzte Nahaufnahme aus etwa 20 m Abstand erstellt, die nicht mehr fokussiert war und aus Zeitmangel nur hochkomprimiert übertragen werden konnte. Die Aufprallgeschwindigkeit betrug 0,9 m/s. Der Aufprall zeigte sich im Kontrollzentrum durch Abbruch des Funksignals um 13:19 Uhr MESZ. Ein allerletztes bisher übersehenes Foto wurde im September 2017 veröffentlicht.

## Herausforderungen und Besonderheiten der Mission
Durch die Rosettamission wurde in einigen Bereichen der Weltraumforschung Neuland betreten. Das Missionsprofil wies mehrere Besonderheiten auf.

### Störeinflüsse im Orbit um den Kometen
Zur Erforschung des Kometen wurde in einen Orbit um ihn eingeschwenkt. Wegen seiner unregelmäßigen Form weicht sein Gravitationspotential stark von einem kugelsymmetrischen Zentralpotential ab, was deutliche Bahnstörungen verursachte. Dabei waren weitere Effekte zu berücksichtigen:
- Der Strahlungsdruck der Sonne.
- Die Koma des Kometen, entstanden in Sonnennähe durch Ausgasungen aus aktiven Stellen des Kometen. Der Teilchenstrom bewirkte durch Rückstoß eine Beschleunigung. Daneben trat durch die (stationäre) Teilchenwolke um den Kometen eine Abbremsung der Sonde ein.
- Die Gezeitenkraft der Sonne.

### Orientierung und Navigation in Kometennähe
Die Missionskontrolle von Rosetta lag beim Europäischen Raumflugkontrollzentrum (ESOC) in Darmstadt. Wegen der großen Laufzeit der Kommunikationssignale (ca. 30 min) war keine direkte Steuerung von der Erde aus möglich. Die Steuerung der Abläufe auf Sonde und Lander erfolgte durch programmierte Sequenzen, die teilweise Vorgaben für Regelkreise enthielten. Insbesondere betraf das die Lageregelung. Das sogenannte Rosetta Science Ground Segment (RSGS), das Team, das sich um die korrekte Funktion und Auswertung der Instrumente kümmerte, war im Europäischen Weltraumastronomiezentrum (ESAC) nahe Madrid stationiert.

## Erkenntnisse und Sonstiges
Das Minor Planet Center, das erdnahe Asteroiden beobachtet, veröffentlichte in einem Rundschreiben vom 8. November 2007 die Entdeckung eines Objektes, das sehr nahe an der Erde vorbeifliege, und gab ihm die Katalogbezeichnung 2007 VN84. Schnell stellte sich heraus, dass in Wirklichkeit die Raumsonde Rosetta auf ihrem Anflug zum zweiten Swing-By-Manöver an der Erde beobachtet wurde. Die Bezeichnung wurde daher wieder zurückgezogen.
Darüber hinaus entdeckte das Forscherteam Anfang November 2007 einen Körper, der Rosetta zu folgen schien. Der Abstand verringerte sich bis auf wenige 100.000 km beim Vorbeiflug an der Erde am 13. November. Nachdem verlorengegangene Bauteile der Sonde selbst ausgeschlossen worden waren, wurde ein die Erdbahn kreuzender Apollo-Asteroid vermutet.
Die Form des Kometen wird in den Medien anfangs als Kartoffel, später mit genauerem Bild als Badeente beschrieben. Philae landete am kleineren Kopf des Kometen, also quasi am Kopf der Ente.
Der britische Physiker Matt Taylor, dessen Aufgabe es als Lead Scientist – führender Wissenschaftler – des Projekts ist, die Ansprüche der Forscher mit dem sicheren Betrieb der Sonde zu vereinen, bot – um seine Jobbewerbung zu bekräftigen – eine Wette an: Wenn er Rosetta nach Jahren aus dem „Winterschlaf“ wieder wird wecken können, wird er sich – als weiteres – ein Rosetta-Tattoo stechen lassen. Er löste die Wette am 18. März 2014 ein. Das Motiv am rechten Oberschenkel zeigt auch schon optimistisch vorausblickend die gelandete Tochtersonde – blau wie Rosettas Sonnensegel.
Im Rahmen des Teilprojektes ROSINA konnte die Schweizer Astrophysikerin Kathrin Altwegg Aminosäuren – also Bausteine des Lebens – nachweisen. Damit wird die bisher vertretene Theorie, dass die Ursprünge des Lebens auf der Erde in einer sogenannten Ursuppe entstanden sein dürften, hinterfragbar. Das ebenfalls gefundene Methylchlorid, das von Bäumen, Algen und anderen Organismen, aber auch von Industriebetrieben produziert werden kann, eignet sich nach Ansicht der Wissenschaften nicht als Hinweis auf Leben im Weltall, da es auch in dem ansonsten lebensfeindlichen interstellaren Raum gefunden wurde (vgl. ALMA). Aber sein Fund auf einem Kometen wie Tschurjumow-Gerassimenko zeigt, dass dieses Molekül „auch das Anwachsen zu einem Kometen“ überleben kann – und dadurch auch durch einen solchen auf die Erde gelangt sein könnte.
Mit von der TU Braunschweig beigesteuerten Instrumenten gewonnene Messdaten des Magnetfelds von 67P/Tschurjumow-Gerassimenko wurden von der ESA online als Kometengesang präsentiert und mehr als fünf Millionen Mal abgerufen. Vertont wurde der Datensatz aus 85.000 Messungen von einem Wolfenbütteler Komponisten und Sounddesigner.
Am Tag seiner Landung zeigte das Google Doodle ein Bild des Landers Philae.
Zur Landung der Tochtersonde zitierte science.ORF.at im Liveticker den Singlehit Rosetta von 1971 von Alan Price.
Nature wählte Andrea Accomazzo, den ESA-Flugdirektor, zu einem der 10 Forscher und Forscherinnen 2014. Er bekam vor 20 Jahren zum Start des Projekts Ärger mit seiner Freundin, die eine Notiz „Rosetta“ mit Telefonnummer auf seinem Schreibtisch vorfand und dabei an eine Frau dachte. Heute ist Accomazzo mit dieser Freundin verheiratet, fühlt sich aber auch mit Rosetta „total verbunden“.
Zu Ehren der erfolgreichen Ankunft der Kometensonde erhielt am 5. Januar 2015 der Asteroid (16543) Rosetta seinen Namen.
Am 23. September 2016 erschien die CD Rosetta von Vangelis, ein Musikalbum mit 13 Stücken, das der Rosetta-Mission gewidmet ist.
Mit dem Erstausgabetag 1. Juli 2019 gab die Deutsche Post AG in der Serie Astrophysik ein Postwertzeichen im Nennwert von 60 Eurocent zur ESA–Mission Rosetta heraus. Der Entwurf stammt von der Grafikerin Andrea Voß-Acker aus Wuppertal.

## Dokumentationen
- Rendezvou mit einem Planeten - Mission Rosetta. (Originaltitel: L’Odyssée Rosetta: 900 jours sur une comète.) TV-Dokumentation in HD von Jean-Christophe Ribet, F 2017; Deutsche Synchronfassung D 2017 auf arte (permanent abrufbar auf youtube.com).

### ESA
- Rosetta – rendezvous with a comet. (englisch).
- Kometenmission Rosetta: Auf der Suche nach der Urmaterie. oder Artikelserie.
- Where is Rosetta? 3D-Film der Bahn.
- Rosetta Lander. (englisch).
- ESA Science: Rosetta. (englisch).
- ROSETTA System Requirements Specification. (Rosetta Project Team, 1999).
- Aktuelle Bilder der Rosetta Mission des Kometen 67P/Tschurjumov-Gerasimenko.
- ESA Animation: Vorbereitungen für die Landung auf dem Kometen.
- Livestream zur Landung auf dem Kometen.
- Rosetta Live Blog mit allen kritischen GO/NOGO-Entscheidungen.
- Twitter: ESA Rosetta Mission (Verifizierter Account).
- Ambition the film auf YouTube, 6:39 Minuten.
- Interaktives 3D-Tool zum Erforschen des Kometen.

### Partner
- Rosetta, Airbus-Group (EADS) Astrium.
- Philae-Blog am Max-Planck-Institut für Sonnensystemforschung.
- RPC-MAG an der TU Braunschweig.

### Sonstige
- Karl Urban: Rosetta erobert einen Kometen, Deutschlandfunk – Wissenschaft im Brennpunkt vom 9. November 2014
- raumfahrer.net: Rosetta: Hieroglyphen des Planetensystems.
- raumfahrer.net: Philae, der erste Kometenlander.
- Bayerischen Rundfunk: Kometenjäger Rosetta.
- bernd-leitenberger.de: Rosetta-Mission (Aufsätze)
- spiegel.de: 360-Grad-Ansicht: Entdecken Sie die Technik auf „Rosetta“. 3D-Ansicht mit Instrumenten.
- zeit.de: Was Sie über die erste Landung auf einem Kometen wissen müssen.

### Video
- DLR: MISSION INS UNGEWISSE – Der Kometenjäger Rosetta auf YouTube
- DLR: Mission ins Ungewisse II – Der Kometenlander Philae auf YouTube
- DLR: The working of… Philae, the comet lander / Wie funktioniert… der Kometenlander Philae? auf YouTube
- The press room at ESOC when we received Rosetta’s signal! auf YouTube
- Rosetta: Wild Bounce at comet Churyumov-Gerasimenko auf YouTube SETI-Institut, Dezember 2014
- Video: Wie entstand die Mission Rosetta? Ein Gespräch über die Ursprünge der Kometenmission. Deutsches Zentrum für Luft- und Raumfahrt 2014, zur Verfügung gestellt von der Technischen Informationsbibliothek (TIB), doi:10.5446/38534.
- Video: Rosetta trifft Asteroid Šteins. Deutsches Zentrum für Luft- und Raumfahrt 2008, zur Verfügung gestellt von der Technischen Informationsbibliothek (TIB), doi:10.5446/12858.